# Condado de Garfield (Oklahoma)
O Condado de Garfield é um dos 77 condados do estado americano do Oklahoma. A sede do condado é Enid, que é também a sua maior cidade.

O condado tem uma área de 2745 km² (dos quais 4 km² estão cobertos por água), uma população de 57 813 habitantes, e uma densidade populacional de 21 hab/km² (segundo o censo nacional de 2000). O condado foi fundado em 1907 e recebeu o seu nome em homenagem a James Abram Garfield (1831-1881), que foi o 20.º presidente dos Estados Unidos (1881).

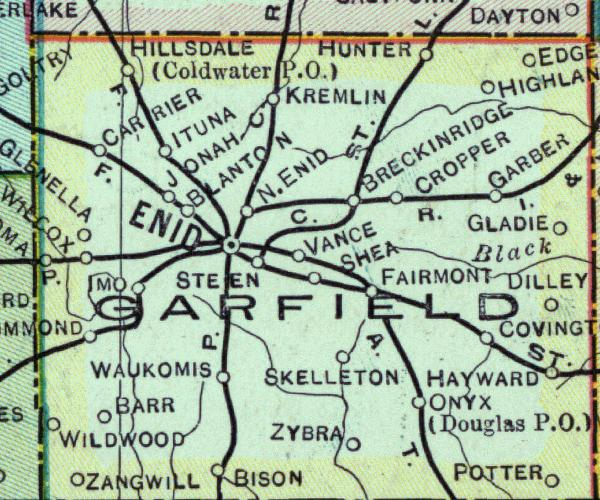
Mapa antigo do condado de Garfield, Oklahoma.